# Aldo Arellano
Aldo Misael Arellano Miranda (ur. 14 czerwca 1995 w Toluce) – meksykański piłkarz występujący na pozycji defensywnego pomocnika, od 2025 roku zawodnik Alebrijes.